# علم الأمراض
علم الأمراض أو المَرَضيّات أو الباثولوجيا (من اليونانية πάθος بمعنى الشعور بالألم، و-λογία أي دراسة): هو فرع من الطب، يعنى بدراسة طبائع الأمراض والتغييرات التركيبية والوظيفية التي تقترن بمختلف الأمراض، وما تحدثه الأمراض في الأنسجة من تغييرات، أو ما تستثيره فيها من رد فعل وتغييرات يتضمن ظواهر شتى؛ كالتحول والضمور والتضخم والالتهاب. تشير كلمة علم الأمراض أيضًا إلى دراسة المرض بشكل عام، وتضم مجموعة واسعة من مجالات أبحاث العلوم الحيوية والممارسات الطبية. ومع ذلك، عند استخدامه في سياق العلاج الطبي الحديث، غالبًا ما يستخدم المصطلح بطريقة أضيق للإشارة إلى العمليات والاختبارات التي تقع ضمن المجال الطبي المعاصر لـ «علم الأمراض العام»، وهو مجال يتضمن عددًا من التخصصات الطبية المتداخلة التي تشَخص المرض، في الغالب من خلال تحليل عينات الأنسجة والخلية وسوائل الجسم. من الناحية الاصطلاحية، قد يشير مصطلح «علم الأمراض» أيضًا إلى التقدم المتوقع أو الفعلي لأمراض معينة (كما هو الحال في العبارة «العديد من أشكال السرطان المختلفة لها أمراض متنوعة»). يُطلق على الطبيب الذي يمارس علم الأمراض اسم أخصائي علم الأمراض.
كمجال للبحث والبحث العام، يعالج علم الأمراض مكونات المرض: السبب، وآليات التطور (التسبب في المرض)، والتعديلات الهيكلية للخلايا (التغيرات المورفولوجية)، وعواقب التغييرات (المظاهر السريرية). في الممارسة الطبية الشائعة. يهتم علم الأمراض العام في الغالب بتحليل التشوهات السريرية المعروفة التي تعتبر علامات أو سلائف لكل من الأمراض المعدية وغير المعدية، ويتم إجراؤها من قبل خبراء في أحد التخصصين الرئيسيين، علم الأمراض التشريحي وعلم الأمراض السريري. توجد انقسامات أخرى في التخصص على أساس أنواع العينات المعنية (مقارنة، على سبيل المثال، أمراض الخلايا وأمراض الدم وعلم أمراض الأنسجة)، والأعضاء (كما هو الحال في أمراض الكلى)، والأنظمة الفسيولوجية (أمراض الفم)، وكذلك على أساس محور الفحص (كما هو الحال مع علم الأمراض الشرعي).
علم الأمراض هو مجال مهم في التشخيص الطبي الحديث والبحوث الطبية.

## التاريخ

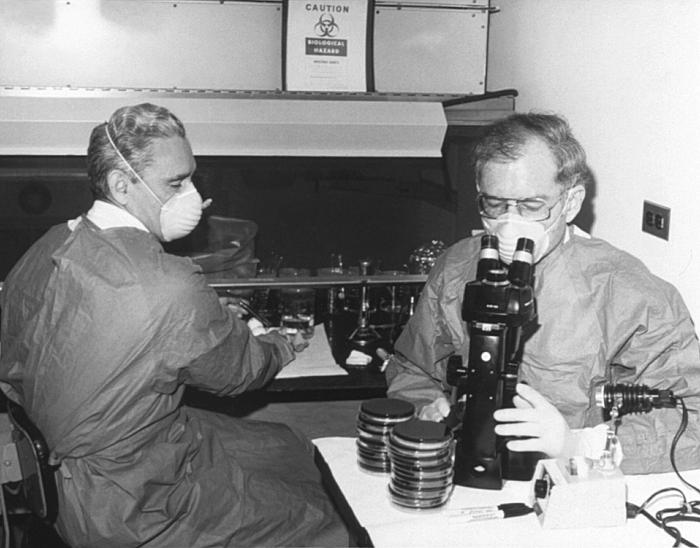
كان ظهور المجهر أحد التطورات الرئيسية في تاريخ علم الأمراض. يقوم الباحثون هنا في مراكز السيطرة على الأمراض في عام 1978 بفحص الثقافات التي تحتوي على الليجيونيلا المستروحة، الممرض المسؤول عن مرض الليجيونيرز.

تعود دراسة علم الأمراض، بما في ذلك الفحص التفصيلي للجسم، والتي تشمل التشريح والتحقيق في أمراض معينة، إلى العصور القديمة. كان الفهم البدائي للعديد من الظروف موجودًا في معظم المجتمعات المبكرة، وهو مشهود له في سجلات المجتمعات التاريخية الأولى، بما في ذلك مجتمعات الشرق الأوسط والهند والصين. بحلول العصر الكلاسيكي اليوناني في اليونان القديمة، مع العديد من الأطباء الأوائل البارزين (مثل أبقراط، الذي سمي باسمه قسم أبقراط الحديث) طوروا طرقًا لتشخيص العدد من الأمراض. استمرت الممارسات الطبية للرومان والبيزنطيين من هذه الجذور اليونانية، ولكن كما هو الحال مع العديد من مجالات البحث العلمي، أدى اتطور في فهم الطب إلى ركود بعضه بعد العصر الكلاسيكة، لكنه استمر في التطور ببطء عبر العديد من الثقافات. وتجدر الإشارة إلى أنه تم إحراز العديد من التطورات في عصر الإسلام في العصور الوسطى (انظر الطب في الإسلام في العصور الوسطى)، حيث تم تطوير العديد من نصوص الأمراض المعقدة، بناءً على التقليد اليوناني أيضًا.

## أقسام علم الأمراض
لعلم الأمراض عدة فروع؛ وهي:
- علم الأمراض السريري : وهو يعنى بطرق تشخيص الأمراض بوسائل سريرية.[7][8][9] يعرف بعلم الأمراض السريرية في (الولايات المتحدة وبريطانيا وايرلندا والكومنولث، البرتغال، البرازيل، إيطاليا، اليابان، بيرو)، ويعرف بطب المختبرات في (ألمانيا، رومانيا، بولندا، أوروبا الشرقية)، والتحليل السريري في (إسبانيا) أو الطب السريري (فرنسا، بلجيكا، هولندا، النمسا، شمال وغرب أفريقيا وغيرها)، وهو التخصص الطبي الذي يختص بتشخيص المرض بالاستناد إلى التحليل المختبري لسوائل الجسم، مثل الدم والبول، والأنسجة أو مقتطفات من الجسم باستخدام أدوات الكيمياء وعلم الأحياء المجهرية، وعلم أمراض الدم وعلم الأمراض الجزيئي. وهذا النوع من التخصص يتطلب الإقامة الطبية. ويشمل علم الأمراض السريرية الأقسام التالية:
  - الأحياء الدقيقة السريرية (الميكروبايولوجي الطبي): وهذا يحوي خمسة وحدات كل وحدة علم بذاته. وتشمل علوم البكتيريا، والفيروسات، والطفيليات، والمناعة، والفطريات.
  - الكيمياء السريرية (الإكلينيكية): الوحدات التابعة له تشمل التحليل الآلي لمكونات الدم، والإنزيمات، والسموم، والغدد الصماء.
  - علم الدم: هذا القسم يشمل التحليل اليدوي وكذلك التحليل الآلي لخلايا الدم، ويندرج تحته قسمان علم التخثر، وبنك الدم.
  - الجينات: تُدرس أيضا في تخصص المختبرات ولها أقسام مخبرية منها الجينات الخلوية.
  - علم أحياء التناسل: تحليل المني، بنك الحيوانات المنوية، وتقنيات دعم التناسل (للأزواج الذين يجدون صعوبة في نجاح الحمل).
  - علم الاحياء الدقيقة: يتلقى علم الأحياء الدقيقة تقريبا أي عينة سريرية، بما في ذلك مسحات، البراز والبول والدم والبلغم، السائل المخي الشوكي، السائل الزليلي، وربما الأنسجة المصابة كذلك. العمل هنا هو يهتم بشكل أساسي بالثقافات، للبحث عن مسببات الأمراض المشتبه بها وإذا وجدت يتم تحديد المزيد على أساس الاختبارات البيوكيميائية. أيضا، يتم اختبار الحساسية لتحديد ما إذا كانت مسببات المرض حساسة أو مقاومة للأدوية المقترحة. والنتائج التي يتم الحصول عليها توضح الكائن الغريب أو المسبب للمرض ونوع وكمية الأدوية التي ينبغي أن توصف للمريض.
  - علم الطفيليات: المسؤول عن فحص الطفيليات، يمكن فحص عينات من البراز للبحث عن أدلة على الطفيليات المعوية مثل الدودة الشريطية أو ديدان غيرها.
  - علم الفيروسات: يختص بالكشف عن الفيروسات في عينات مثل الدم والبول، والسائل المخي الشوكي.
  - علم أمراض الدم: يعمل على عينة الدم الكاملة للقيام بحساب كامل للدم فضلا عن العديد من الاختبارات المتخصصة الأخرى.
  - التخثر: يتطلب التخثر عينات من الدم مع السيترات لتحليل عدد مرات تخثر الدم وعوامل التخثر.
  - علم الكيمياء الحيوية السريرية: عادة ما يتلقى هذا القسم السائل الدموي أو البلازما. يتم اختبار السائل الدموي للمواد الكيميائية الموجودة في الدم. والتي تشمل مجموعة واسعة من المواد، مثل الدهون والسكر في الدم، والإنزيمات، والهرمونات.
  - علم السموم: يختبر بشكل أساسي الأدوية والعقاقير المنشطة. يتك تحليل البول والدم كعينات لهذا المختبر.
  - علم المناعة / الأمصال: يستخدم مفهوم تفاعل ضد مستضد كأداة تشخيصية. كما يتم تحديد توافق الجسم للأعضاء المزروعة.
  - علم الدم والمناعة: يختص هذا العلم ببنك الدم وتحديد فصائل الدم، ويؤدي أيضا اختبار توافق الدم للمانحين وللمتلقين. وتجهز كذلك مكونات الدم، والمشتقات، والمنتجات المطلوبة لنقل الدم. يتم تنظيم هذه العملية بواسطة إدارة الاغذية والعقاقير منذ اعتبر التبرع بالدم دواء، وهذه الوحدة تحدد نوع دم المريض وحالة عامل ريسس للتحقق من الأجسام المضادة للمستضدات المشتركة التي وجدت في خلايا الدم الحمراء.
  - تحليل البول: يختبر البول للعديد من التحاليل. بعض مقدمي الرعاية الصحية لديهم مختبر تحليل البول، والبعض الآخر لا، بدلا من ذلك، يتم تحليل كل عنصر من عناصر البول في الوحدة المناظرة. إذا كان المطلوب هو قياس المواد الكيميائية في البول، تتم معالجة العينة في مختبر الكيمياء الحيوية السريرية، ولكن إذا تمت الإشارة إلى دراسات الخلية، ينبغي أن تقدم عينة إلى مختبر الباثولوجيا الخلوية، وهلم جرا.
  - علم تشريح الأنسجة: يعتمد على عمليات إزالة الأنسجة الصلبة من الجسم (خزعات) من أجل التقييم على المستوى المجهري.
  - علم الأمراض الخلوية: يدرس مسحات من الخلايا من جميع أنحاء الجسم (مثل من عنق الرحم) لدليل على التهاب، والسرطان، وغيرها من الحالات.
  - علم الوراثة: ينفذ بشكل أساسي تحليل الحمض النووي.
  - علم الوراثة الخلوية: يتضمن استخدام الدم وخلايا أخرى للحصول على النمط النووي. وهذا يمكن أن يفيد في تشخيص بعض الامراض قبل الولادة (مثل متلازمة داون)، وكذلك في السرطان (بعض أنواع السرطان ذات الكروموسومات الشاذة).
  - علم الأمراض الجراحية: يدرس الأجهزة، والأطراف، والأورام، والأجنة، وفحص بعض الانسجة الأخرى التي يتم الحصول عليها اثناء الجراحة مثل جراحات الثدي.
- علم الأمراض التجريبي : ويعنى بدراسة التغييرات المرضية المحدثة بوسائل مصطنعة.
- علم الأمراض الموازن : ويعنى بمقابلة أمراض الإنسان بأمراض الحيوان.

### بيروباثولوجيا
يأتي مصطلح البيروباثولجيا من (علم الأمراض) و (Bureau، المكاتب الادارية). البيروباثولوجيا تهتم بالجوانب المختلة وغير العقلانية من البيروقراطية، ويمكن تعريفها على أنها مجموعة من المشاكل التي تنشأ من الضوابط البيروقراطية المبالغ فيها. وعناصر البيروباثولوجيا تشمل الروتينية، والاعتماد على اللوائح، ومقاومة التغيير والتطوير التنظيمي. وتوضح البيروباثولوجيا في عدم قدرة الأفراد داخل البيروقراطيات للتعامل مع الأحداث غير المتوقعة. ويمكن القول أن الهيكل البيروقراطي يعاني من البيروباثولوجيا عندما يكون بطيء للتغيير، ويسعى جاهداً لحماية الأدوار الإدارية، ويميل نحو الامتثال الكمي، ولا يخدم أي دور آخر غير الأدوار الهيكلية. إن المشكلة الحقيقية التي خشى منها (ماكس فيبر)، أن البيروباثولوجيا تنشأ من قبل أولئك الذين يعتقدون أن الإجراء التنظيمي هو غاية في حد ذاته، وليس وسيلة لتحقيق الغاية.

## مبادئ علم الأمراض العامة
المرض: ظاهرة بيولوجية واجتماعية، تقع في وحدة جدلية ومترابطة، ويمكن تعريف المرض بعدة أشكال، لكن التعريف البسيط والشامل هو أن المرض اختلاف عن الحدود الطبيعية المقبولة في تركيب الجسم ووظيفته، أو من جزء منه.
وهناك حالات خاصة غير الأمراض تتطلب عناية طبية وتمريضية مثل الحوادث والحمل، وقد تصنف الأمراض في أشكال مختلفة، فأحيانًا تصنف حسب السبب، أو حسب تأثر أحد أجهزة الجسم أو حسب الأعراض المميزة لهذا المرض، وقد تظهر الأعراض في أكثر من مرض فيحتاج الطبيب عندها إلى فحوص مخبرية متنوعة وملاحظات دقيقة قبل أن يشخص المرض.
فالمرض هو اضطراب الصحة حيث يراجع الشخص المريض شاكيًا من مجموعة من الأعراض والعلامات. فالمرض والصحة شكلان مختلفان في حقيقتهما ولكنهما يرتبطان ببعضهما بأن كل واحد منهما يشكل ظاهرة من مظاهر الحياة.
العرض (مفرد أعراض): شكوى المريض من صداع، ألم، تعب، ضيق تنفس... إلخ.
العلامة: وهي ما يلاحظ بالفحص مثل: اليرقان، الزرقة، انتفاخ البطن، وذمة الوجه والأطراف... إلخ.

## تصنيف الأمراض

### الأمراض الوراثية
الأمراض الوراثية (بالإنجليزية: Genetic diseases). هذه الأمراض موجودة منذ الولادة ويمكن توريثها، مثل فقر الدم المنجلي، أو قد تكون نتيجة نمو غير عادي أثناء الحياة الجنينية مثل الشوك المشقوق وبعض حالات تشوه الأقدام. وقد تورث الأم جنينها الزهري الوراثي والإدمان على بعض الأدوية. ولا تعرف حتى الآن كل الأمراض الوراثية.

### الأمراض المزمنة
يستمر المرض المزمن فترة طويلة وقد تؤثر في وظيفة أي جهاز من أجهزة الجسم أو في تركيب أي جزء فيه أو في الوظيفة والتركيب معًا. وتعد الكثير من الأمراض أمراضًا مزمنة مثل الأورام الخبيثة وأمراض القلب، والربو، والتهاب المفاصل.
ويفقد كثير من المصابين بالأمراض قوتهم كليًا، بينما يستطيع آخرون العناية بأنفسهم.

### الأمراض السارية
وهي الأمراض الناجمة عن دخول عوامل ممرضة إلى العضوية، وهذه العوامل تقسم إلى:
- جراثيم وفطريات.
- فيروسات.
- طفيليات: 1. وحيدة الخلية.	2. عديدة الخلايا.

وهي أمراض تنتقل من شخص لآخر فتؤدي إلى حدوث الإصابة نفسها عنده وطرق الانتقال هي:
- طريق هضمي: الغذاء والماء الملوث.
- طريق تنفسي: الهواء (السعال والعطاس).
- طريق الجلد.
- عن طريق الدم.
- الجنس.
- المشيمة.

وتمتاز هذه الأمراض بأن العدوى لا تظهر مباشرة وإنما تحتاج لفترة زمنية حتى تظهر أعراض المرض تدعى هذه الفترة الحضانة (وتختلف من مرض لآخر) فهي في الزكام عدة ساعات، وفي الحصبة عدة أيام. وعدة أشهر في أمراض أخرى مثل الإيدز.

### الأمراضالأيضية
تنشأ عن فشل الجسم في تمثل بعض العناصر الغذائية المعينة فمثلًا ينشأ مرض الاختلاطات السكرية من ضعف فعالية الأنسولين الذي تولده البنكرياس ولذلك فالشخص المصاب به لا يستطيع تمثيل الكربوهيدرات والفينلكتونوريا (وهو مرض وراثي نادر يمنع أيض الفينيل ألأنين أن يتم بشكل صحيح).

### أمراض القصور
تنشأ عن فقدان مادة ضرورية للنمو العادي والتطور وقد قل انتشار هذه الأمراض في الولايات المتحدة الأمريكية عن طريق العناية المتطورة بالطفل والرضيع وبتقديم التغذية الجيدة للأسرة بكاملها وعلى سبيل المثال نذكر: مرض الكساح الذي يسببه نقص فيتامين د.

### أمراض الحساسية
تنشأ من التحسس الزائد من بعض المواد التي قد لا يتأثر بها معظم الأشخاص وقد يكون سبب الحساسية أدوية وأطعمة معينة، أو لدغ بعض الحشرات، أو ملامسة بعض النباتات مثل اللبلاب السام وقد تدخل المادة المثيرة للحساسية عن طريق جهاز التنفس أو جهاز الهضم أو الجلد.

### أمراض الانحلال أو التفسخ
هي أمراض يسببها التعب المستمر أو التقدم في السن وهذا النوع من الأمراض متطور ويسبب تخريبًا قد يستمر لمدة سنوات ومن هذه الأمراض مرض تصلب الشرايين والتهاب المفاصل المزمن وأنواع أخرى من أمراض القلب والكلية.

### الأمراض الوظيفية
الأمراض الوظيفية اصطلاح واسع عام يطلق على تلك الحالات التي لا يحدث فيها أي تغير عضوي، أو بعبارة أخرى لا يستطيع الطبيب أن يجد أي حالة مرضية ليفسر بها حالة المريض. وتصنف بعض الأمراض الوظيفية على أنها جسدية نفسية، وهذا لا يعني أن المرض غير موجود بل هو فعلا موجود ولكنها تعني أن هذه الأمراض تختلف عن الأمراض العضوية التي سبق ذكرها.

## تشخيص المرض
تنقسم فحوصات تشخيص المرض إلى:

### الفحوص السريرية
- فحص الجسم.
- الفحوص المتممة.
- الفحوص المخبرية تجرى على:

1. الدم
2. البول
3. البراز
4. المفرزات الأخرى: القشع – سائل مخي شوكي – الحبن (استسقاء بطني) – انتصاب الجنب.

### الفحوص الشعاعية
- الفحوص البسيطة: وتجرى دون تحضير مسبق مثل صورة للجمجمةأو الصدر أو الأطراف.
- الصورة الشعاعية الظليلة: تحتاج للتحضير المريض تحضيرا خاصا، حسب الجهاز المطلوب تصويره (معدة –قولون- كلية) وهنا يجب أن نعطي مواد ظليلة على الاشعة مثل (اليوروغرافين) والباريوم (فمويا).

### التصوير بالأمواج فوق الصوتية
القلب – الكلية – الكبد والمرارة – الغدة الدرقية.
- الزرع: تجري على جميع مفرزات البدن (دما – بولا..). والغاية هي معرفة نوع الجراثيم وعدد المستعمرات.
- التشريح المرضي: وهو أخذ قطعة من نسيج مرضي لتحديد نوع الافة هل هي خبيثة ام سليمة ام التهابية، وأنتشارها. ويجرى على العقد البلغمية، الكبد، الطحال، القلب، الكلية.

## المعالجة
وهي التدابير التي تقدم للمريض، وتنفذ خطة الطبيب في العلاج. وهناك أنواع مختلفة ومتعددة للعلاج الغاية منها فائدة المريض التامة فقد يكون: العلاج شافيا مثل وصف دواء معين لشفاء المريض من مرض شفاء تاما ؛ وهذه هي المعالجة النوعية.
وقد يكون العلاج مسكنا أي تقديم مواد تخفف من الاعراض دون أن تشفي المريض من المرض وهذه هي المعالجة العرضية.
وقد يكون العلاج جراحيا عندما يصعب العلاج الدوائي. وهناك المعالجة الواسعة: الشعاعية والكيماوية والفيزيائية.
وقد يكون العلاج داعما أي يقدم الحاجات الغذائية وياخذ مقدار مناسب من السوائل اما عن طريق الفم أو عن طريق غير معوي (قد يحوي هذا العلاج ادوية أو كمية معينة من الدم تعطى للمريض وتكون عمليات السقاية اوتنظيم الاكسجين جزءا من العلاج الداعم للمريض)
وهناك أنواع أخرى من العلاج لأمراض معينة يشمل بعضها استعمال الادوية والهرمونات والعلاج باشعة اكس.

## الإنذار
هي النتيجة النهائية للمرض مع معالجة أو دونها ويمكن أن يكون: شفاء عفويا، شفاء علاجيا مع بقاء اختلاطات، تحسنا (تحسن الاعراض دون زوالها) تدهور الحالة العامة عندما لا نستطيع السيطرة على المرض، الوفاة.

## أعراض المرض

### الألم
قد يكون موضعيا أو عاما أو قد يكون الما دالا، يشعر المريض بالالم الدال على مكان ما من جسمه، بينما مكان تسببه في غير ذلك المكان ويحدث الالم لمجموعة مختلفة من الأسباب، عادة بسبب تمزق في الأنسجة ناتج عن حادث أو التهاب أو نمو.
أن ايجاد سبب الالم يكون أحيانا من الصعوبة بمكان وقد يشكو بعض المرضى الما لا يشعرون به بغية اشتداد العطف أو لمارب أخرى وهذا مايسمى التمارض فعندما تلاحظ الممرضة المريض وهو يشكو فعليها أن تلاحظ موقع الالم، وردة فعل المريض نحو الالم، ومدى استمراره، والوضع الذي يؤلمه وهو في السرير أو عندما ينهض أو بين هذا وذاك.

### الورم
قد يكون المرض ظاهرا وسببه تجمع السائل في الأنسجة.

### السعال
علامة مهمة على المرض وقد يكون جافا أو رطبا ويقال أن السعال مخرج للمادة المخاطية إذا اخرج البصاق.
وعلى الممرضة أن تراقب البصاق من حيث اللون والكميو والتركيب واي اثار من الدم أو القيح قد تكون ذات دلاله ولا بد مع تعليم المريض أن يغطي فمه عندما يسعل.

### ضيق التنفس
قد يصاب المريض بصعوبة في التنفس ولا بد له أن يعتدل في جلوسه لكي يستطيع التنفس هذا ما يسمى ضيق التنفس.

### عسر التنفس
قصر التنفس يسمى اصطلاحيا: عسر التنفس. وينتج هذا من نقص كمية الأكسجين في الدم. ولعسر التنفس عدة أسباب: أكثرها حدوثا حالات معينة تصيب أوعية القلب أو جهاز التنفس وفي بعض الأحيان قد ينتج عسر التنفس عن عوامل عاطفية، وعلى الممرضة أن تراقب المريض المصاب بعسر التنفس وتلاحظ لونه ونبضه، والصوت في المجاري التنفسية، وقد يبدوالمريض خائفًا فعلى الممرضة أن تراقب زوال عسر التنفس إذا ما غير المريض مكانه، أو وضعيته.

### النزيف
أحد اعراض الأخرى المهمة هو: النزيف من الجلد أو فتحات الجسم ويسمى النزيف المتزايد بالنزف المرضي فقد يكون خارجيا أي من الفم أو المستقيم أو المهبل، أو داخليا ضمن المعدة أو في أي جهاز اخر ففي حالة النزف الداخلي لن تكون هناك أي إشارة إلى النزف غير نبض المريض المتسرع وتنفس سطحي وجلد بارد ورطب.

### التعرق
يسمى التعرق الشديد العرق المرضي فقد يتعرق المريض كثيرا اثر اصابته ببعض الأمراض ويتعرق في الليل أكثر من النهار إذا اصيب بأمراض أخرى.

### البولة
يجب في الظروف العادية أن يفرز المريض كمية تتراوح بين 1500-2000 ملم3 في كل 24 ساعة وعلى أي حال فهناك بعض الحالات الشاذة التي يصاب فيها المريض بحصر البول أي أنه غير قادر على تفريغ البول.
اما وقف البول أو أنحباسه فهي حالة خطيرة جدا ناتجة عن فشل الكليتين في افراز البول، ولذلك لن يتفرغ المريض أي بول. اما غزارة البول فهي حالة أخرى يفرز اثنائها جسم المريض كمية كبيرة جدا من البول.
عندما يكون التبول مؤلما فهذا يعني عسر البول. وحالة أخرى كثيرة الحدوث للمرض وهي سلس البول أو العجز عن ضبط البول في المثأنة، يشير البول إلى اشياء كثيرة عن حالة المريض وعلى الممرضة أن تراقب البول لتتجرة وجود دم أو قيح فيه فاذا ما لوحظ أي منهما فيجب الاحتفاظ بالعينة لكي يشاهدها الطبيب.

### الدوار والقيء
الدوار المصحوب وغير المصحوب بالتقيؤ، هو واحد من أهم الاعراض المرضية، وقد يدل على مرض في الجهاز الهضمية وقد يحدث للاطفال أثناء بداية الإصابة بأمراض معدية.
والدوار والتقيؤ حالتان وظيفيتان عند بعض الأشخاص تتاثرأن بالعوامل العاطفية، واي كمية قيئ يخرجها مريض يجب أن تقاس وتفحص للتحري عن الدم، أو الطعام الذي لم يهضم. كما يجد ملاحظة وقت حدوثه وتكراره.

### الإمساك والإسهال
تجب ملاحظة أي شيء غير عادي في البراز وملاحظة الإمساك والإسهال، أو وجود مخاط أو قيح أو دم ويجب إخطار الطبيب المسؤول.

## غير البشرية

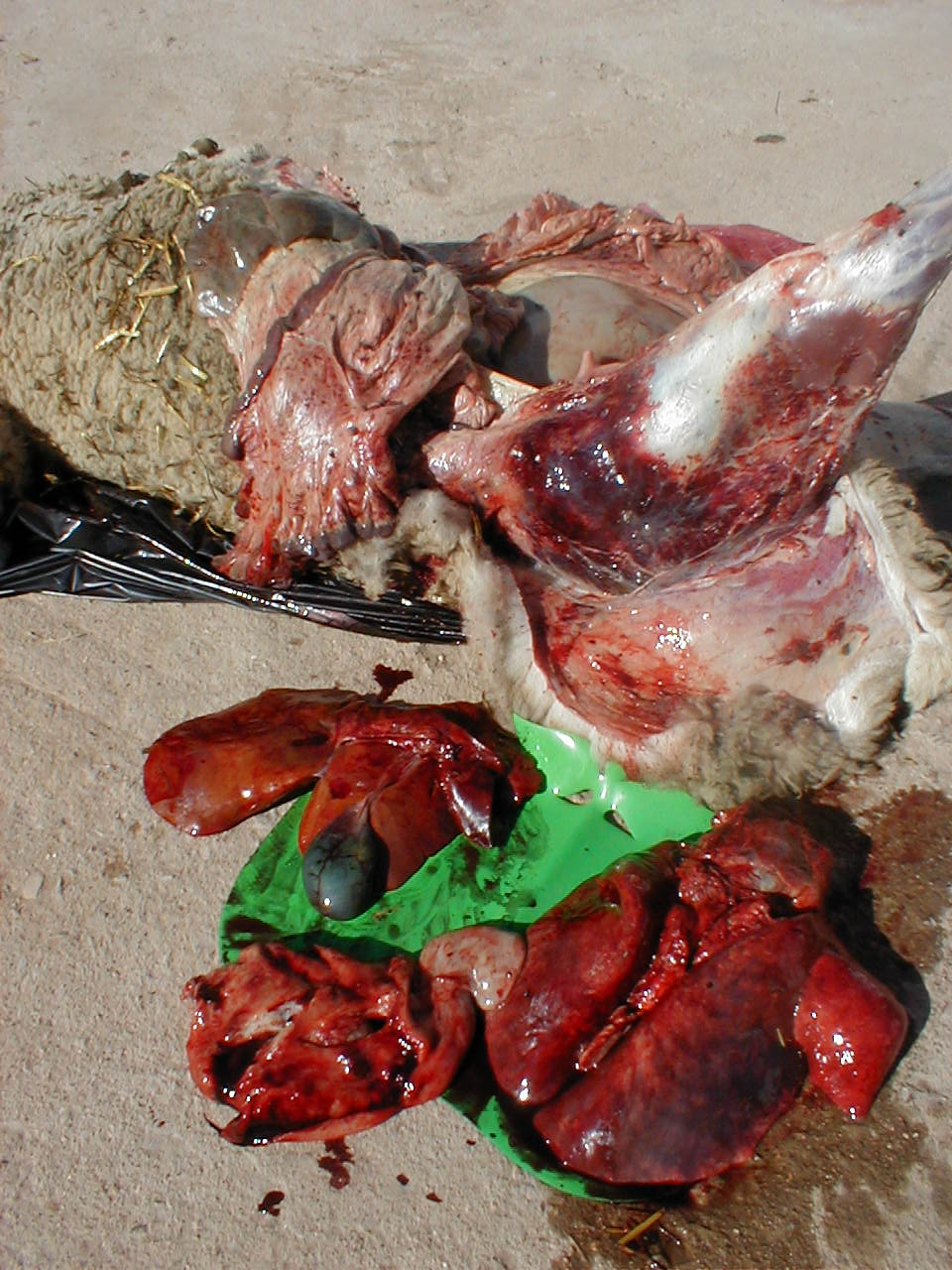
كشف هذا التشريح الميداني للنعاج عن آفات تتفق مع الالتهاب الرئوي الحاد الانحلالي، ربما بسبب Pasteurella hemolytica.

على الرغم من أن الغالبية العظمى من الأعمال المعملية والبحوث في علم الأمراض تتعلق بتطور المرض لدى البشر، فإن علم الأمراض له أهمية في جميع العلوم البيولوجية. يوجد مجالان رئيسيان شاملان لتمثيل الكائنات الحية الأكثر تعقيدًا القادرة على العمل كمضيف لممرض أو أي شكل آخر من أشكال المرض: علم الأمراض البيطري (المعني بجميع الأنواع غير البشرية في مملكة الحيوان) وعلم الأمراض النباتية، الذي يدرس المرض في النباتات.

### علم الأمراض البيطري
يغطي علم الأمراض البيطري مجموعة واسعة من الأنواع، ولكن مع عدد أقل بكثير من الممارسين، فإن فهم المرض في الحيوانات غير البشرية، خاصة فيما يتعلق بالممارسة البيطرية، يختلف اختلافًا كبيرًا حسب الأنواع. ومع ذلك، يتم إجراء كميات كبيرة من أبحاث علم الأمراض على الحيوانات، وذلك لسببين رئيسيين: 1) تكون أصول الأمراض عادةً حيوانية المصدر بطبيعتها، والعديد من مسببات الأمراض المعدية لها ناقلات حيوانية، وبالتالي فهم آليات عمل هذه العوامل الممرضة في العوائل غير البشرية ضرورية لفهم وتطبيق علم الأوبئة و 2) يمكن استخدام تلك الحيوانات التي تشترك في الصفات الفسيولوجية والوراثية مع البشر كبديل لدراسة المرض والعلاجات المحتملة. فضلا عن آثار المنتجات الاصطناعية المختلفة. بالإضافة إلى دورها كماشية وحيوانات مرافقة، تمتلك الثدييات عمومًا أكبر مجموعة من الأبحاث في علم الأمراض البيطري. ولا يزال اختبار الحيوانات ممارسة مثيرة للجدل، حتى في الحالات التي يتم فيها استخدامه للبحث في علاج الأمراض البشرية. كما هو الحال في علم الأمراض البشري الطبي، يتم عادةً تقسيم ممارسة علم الأمراض البيطري إلى مجالين رئيسيين هما علم الأمراض التشريحي والسريري.

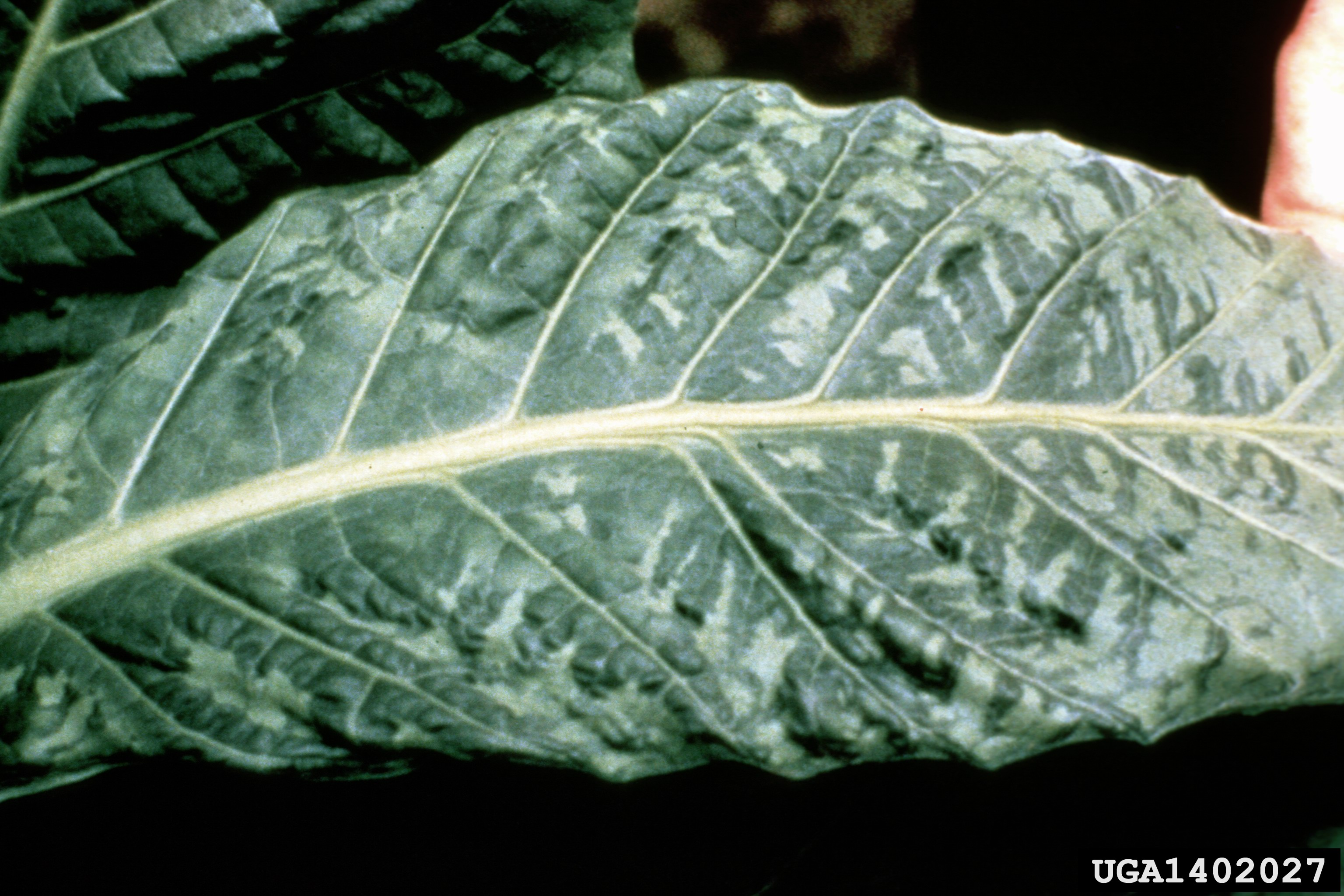
نبتة تبغ مصابة بفيروس تبرقش التبغ

### أمراض النبات
على الرغم من اختلاف العوامل الممرضة وآلياتها اختلافًا كبيرًا عن تلك الموجودة في الحيوانات، إلا أن النباتات تتعرض لمجموعة متنوعة من الأمراض، بما في ذلك تلك التي تسببها الفطريات، والبكتيريا، والفيروسات وأشباه الفيروسات، والكائنات الحية الشبيهة بالفيروسات، والفيتوبلازما، والأوليات، والنيماتودا، والنباتات الطفيلية. لا يعتبر الضرر الناجم عن الحشرات والعث والفقاريات وغيرها من العواشب الصغيرة جزءًا من مجال علم أمراض النبات. يرتبط هذا المجال بعلم وبائيات الأمراض النباتية ويهتم بشكل خاص بزراعة الأنواع ذات الأهمية العالية للنظام الغذائي البشري أو أي منفعة بشرية أخرى.